# Список деревень, покинутых во время арабо-израильского конфликта
Ниже приведен список деревень, которые обезлюдели или были разрушены во время арабо-израильского конфликта.

## 1880—1946

### Арабские деревни
Многие из этих деревень в Изреэльской долине были заселены арендаторами, и были проданы местными владельцами либо семьями землевладельцев, не проживающий в своем имени (отсутствующий землевладелец) (такие как Каркаби, Туэйни, Фарах и Хури и семья Сурсок из Ливана). В некоторых случаях земля продавалась напрямую местными феллахами (крестьянами-собственниками). Продажа земли еврейским организациям означало, что фермеры-арендаторы будут выселены.
По данным организации Зохрот, с начала первой алии и до 1947 года были разрушены 57 арабских деревень.

### Еврейские деревни

#### 1929 Палестинские беспорядки
Во время беспорядков 1929 Палестине:

#### Арабское восстание 1936-39 в Палестине
Во время арабского восстания в Палестине 1936-39:
- Кфар Шилоах
- Сильван — еврейское население было удалено Бюро социального обеспечения Кехила, а позднее Британскими властями во время арабского восстания 1936-39 в Палестине[9][10][11][12]
- Кфар-Эцион
- Хеврон

## 1948 Арабо-Израильской Войны

### Арабские деревни
К июню 1948 года страну покинули жители 190 арабских деревень; 155 из них с населением около 145 тысяч человек находились на земле, отведенной Израилю планом ООН по разделу Палестины. К концу войны число беженцев увеличилось до более чем шестисот тысяч человек.
- Аль-Кастал
- Атлит
- Ахзив
- Ашдод
- Бейт-Шеан
- Дайр-эль-Касси
- Дейр-Ясин
- Икрит
- Илания
- Какун
- Кафр-Бирим
- Коразим
- Латрун
- Лифта
- Лод
- Рамла
- Сабалан
- Сатаф
- Сепфорис
- Хиттин
- Шейх-Мунис
- Эйн-Керем

Всего опустели около 400 арабских городов и деревень.
См. также список арабских городов и деревень, покинутых во время палестинского исхода в 1948

### Еврейские деревени
Еврейские кварталы в Восточном Иерусалиме были депопулированы иорданскими силами после Иорданской оккупации Западного берега. Некоторые были вновь заселены после Шестидневной войны.
В районах, ставших Израилем
- Хартув

На Западном берегу и в секторе Газа
- Атарот
- Бейт ха-Арава
- Калия
- Неве-Яаков

Гуш-Эцион недалеко от Иерусалима:
- Эйн Цурим
- Кфар-Эцион
- Масуот Ицхак
- Неве-Даниэль
- Ревадим

Сектор Газа:
- Кфар-Даром (заселен вновь, но эвакуирован как часть плана одностороннего размежевания 2005 года)

Израиль с Сирией
- Аврана[источник не указан 3528 дней]

Израильско-Иорданскую граница
- Нахараим (Таль Ор)

## Шестидневной Войны

### на Западном Берегу
Три арабские деревни, Бейт Нуба, Имвас и Яло, расположенные в Латрунском коридоре, были уничтожены по приказу Ицхака Рабина из-за стратегического положения, дороги в Иерусалим, и из-за того, что жители деревни якобы были пособниками египетских коммандос, нападавшим на город Лод. Жителям трех деревень были предложены компенсации, но не были допущены обратно.

#### Хеврон и район Вифлеема[16]
- Сурит
- Бейт-Завтраки
- Бейт Мирсем
- Шуйух

#### Иордан[16]
- Аль-Джифтлик (обезлюдела, но вскоре вновь заселена)
- Агарит
- Хусеират

#### Район Иерусалима[16]
- Наби Самуил

#### Негев и Синайская пустыня
- Ауйа Аль-Хафир — демилитаризованная зона

### Голанские Высоты
Более 100 000 жителей Голанских высот были эвакуированы из примерно 25 сел по приказу сирийского правительства или из-за нападения израильских сил обороны и высылки после прекращения огня. В течение следующих месяцев, более ста сирийских деревень были уничтожены Израилем.

## Египетско-Израильский Мирный Договор 1979 года

### Израильские поселения
Израильские поселения на Синайском полуострове были эвакуированы в результате египетско-израильский мирный договор в 1979 году.
- Авшалом
- Ацмона
- Дикла
- Холит
- Нетив ха-Асара
- Ницанейпэ-Синай
- Офира
- Сосе
- Талмей-Йосеф
- Ямит

## Израильский план одностороннего размежевания
Как часть плана одностороннего размежевания, 21 израильское поселение, а также район в северной части Западного берега, содержащий четыре израильских деревени, были насильственно вывезены. Жилые дома были полностью разрушены Израилем, но общественные структуры остались нетронутыми. Религиозные строения, которые не были удалены Израилем, впоследствии разрушены палестинцами.

### Израильские поселения
| В секторе Газа (все 21 пунктов, а также 1 Бедуинская деревня):                               |                                                                    |                                                                             |                                         |
| - Бедолах - Бней-Ацмон (Ацмона) - Даханийя (Бедуины) - Дугит - Алей Синай - Гадиде - Ган Или | - Ганей-Таль - Катиф - Кфар-Даром - Кфар-Ям - Керем Ацмона - Мораг | - Невех Декалим - Нецарим - Нетцер Хазани - Нисанит - Пеат Саде - Рафиах-Ям | - Слав - Отель Шират Хаям - Тель Катифа |
| На Западном берегу (4 населенных пункта):                                                    |                                                                    |                                                                             |                                         |
| - Кадим                                                                                      | - Ганим                                                            | - Хомеш                                                                     | - Са-Нур                                |